# Magdalena (Bolivia)
Magdalena es un municipio y localidad de Bolivia, capital de la provincia de Iténez del departamento del Beni. La localidad se encuentra asentada sobre la orilla oeste del río Itonomas, que luego desemboca en el río Iténez.

## Historia
El 22 de julio de 1720, el padre jesuita Gabriel Ruiz fundó a orillas del río Itonamas el pueblo de Nuestra Señora de la Magdalena, con las tribus Itonamas que moraban en las riberas del río. Esta misión formó parte de las Misiones jesuíticas de Moxos durante la época colonial. las Durante más de medio siglo, es decir, hasta su expulsión en 1776, la población fue gobernada por los sacerdotes, llegando a tener a fines del siglo XVII más de 6.000 habitantes. Los jesuitas implantaron un gobierno teocrático y paternal, en el cual los indígenas sembraban y cosechaban para la comunidad, mientras que los caciques distribuían los víveres según el número del núcleo familiar.
Por decreto supremo se le dio el rango de ciudad, pasando a ser la capital de la provincia de Iténez. Comprendía una vasta zona, al sur del río de este nombre, que los brasileños llaman Guaporé(Río Iténez) y que es límite arcifinio entre Bolivia y Brasil. Sus límites eran los siguientes: al este, el río Verde; al sur, una línea geodésica, que partiendo de la desembocadura del río Tijamuchi, en el Río Mamoré, iba hasta el río Verde; y al oeste, el río Mamoré.
Por su importancia como núcleo humano, en 1843, fue asiento de la Prefectura del departamento del Beni, o sea que en un tiempo fue la capital departamental.
Dentro de su organización había nueve manzanas completas; en cada una de ellas se instalaron los diferentes grupos de artesanos: uno de ellos producía tejidos de algodón en telares de madera de tipo vertical, que abastecía el consumo local, y el excedente era remitido a Trinidad como artículo comercial, junto con otros productos.

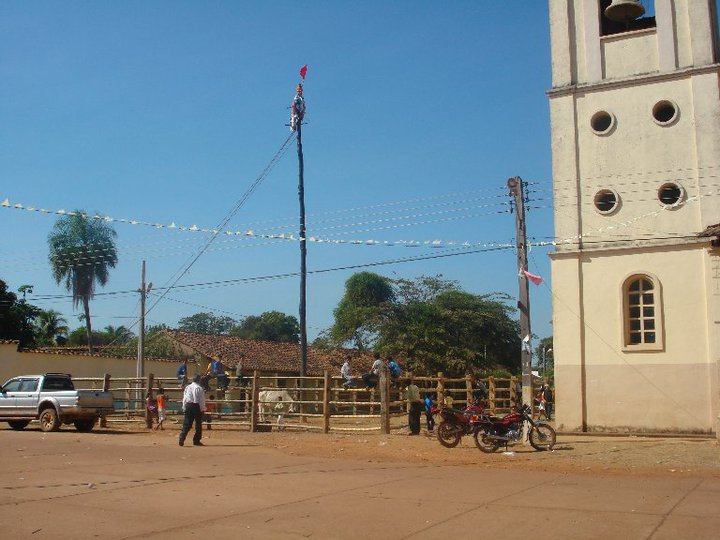
"Jocheo" de Toros durante la Fiesta patronal.

La ciudad fue visitada por Ciro Bayo, autor español del Peregrino en Indias, y el naturalista húngaro-alemán Tadeo Haenke, que descubrió el lago San Luis, situado a 65 km al sudeste de Magdalena. A la orilla izquierda del río San Miguel encontró la singular flor acuática, que maravillado la denominó Victoria Regia (Victoria amazonica), en homenaje a la Reina Victoria de Inglaterra, cuyo Gobierno costeó el viaje de Haenke a la América meridional. El naturalista francés Alcides D’Orbigny, que también visitó Bolivia, vio la planta en el río Paraná, cerca de la frontera argentino-paraguaya, en 1878. Era conocida por los indígenas guaraníes como ‘yrupe’, que quiere decir “plato de agua”.
La municipalidad fue establecida en 1873, siendo su primer alcalde José Arza. Le siguió, en 1876, Andrés Arza. La Casa Consistorial era, hasta 1944, una habitación grande con techo de paja, que fue adquirida a cambio de otra, de propiedad municipal. Durante el gobierno del coronel Gualberto Villarroel, en 1944, el alcalde Abdul M. Jordán remodeló el viejo caserón y entregó al pueblo un edificio, que está ubicado en la acera oeste de la plaza Gabriel Ruiz. La alcaldesa Josefa Montero convirtió el local municipal en un edificio de dos plantas, en cuya parte superior está el salón de actos.

## Geografía

### Ubicación
Está ubicado al noreste del país, en el departamento del Beni a 300 km de la ciudad de Trinidad, la capital departamental. La localidad de Magdalena está ubicada sobre la orilla oeste del río Itonomas. El municipio ocupa la parte norte de la provincia de Iténez, y limita al este y sureste con el municipio de Baures, al suroeste con el municipio de Huacaraje, al oeste con los municipios de San Ramón y San Ramón de la provincia de Mamoré, y al norte con la República del Brasil.

### Topografía
Su territorio tiene tres clasificaciones fisiográficas: escudo precámbrico, ondulado amazónico y llanura amazónica. Tiene un clima cálido, tropical, con temperaturas extremas de hasta 37 °C. Sus ríos pertenecen a la cuenca amazónica; entre los más importantes están el Itonomas y el Blanco, que son navegables todo el año. En sus aguas, aún no contaminadas, abundan recursos piscícolas, que en su mayor parte son aprovechados por brasileños. Las lagunas más importantes son Laba Ique y Mapaba; también existen lagunas menores y curichis importantes en el periodo seco.
Existe una reserva natural de inmovilización (Iténez), ubicada en un 80% en el municipio de Magdalena y 20% en el de Baures, cuyo territorio ha sido declarado de interés nacional por sus muestras representativas de riqueza vegetal y de fauna.

## Demografía
De acuerdo con el censo boliviano de 2024, la población del municipio de Magdalena es de 12 769 habitantes.
La población aumentó en más de la mitad entre 1992 y 2024, mientras que la población de la localidad ha aumentado en aproximadamente un tercio entre 1992 y 2012:
| Año  | Habitantes (municipio) | Habitantes (localidad) | Fuente |
| ---- | ---------------------- | ---------------------- | ------ |
| 1992 | 7.812                  | 4.344                  | Censo  |
| 2001 | 9.908                  | 4.379                  | Censo  |
| 2012 | 11.277                 | 5.516                  | Censo  |
| 2024 | 12.769                 |                        | Censo  |

## Transporte
Tiene acceso terrestre, aéreo y fluvial. Magdalena se ubica a 293 kilómetros por carretera al nornoreste de Trinidad, la capital departamental.
Desde Trinidad, la carretera troncal Ruta 9 recorre 211 km al norte a través de San Javier y San Pedro Nuevo hasta San Ramón. Aquí se bifurca hacia el este un camino vecinal sin pavimentar, que luego de 82 km llega a Magdalena y continúa en dirección sureste hasta Huacaraje. Sus caminos son inaccesibles en época de lluvias. 

## Cultura
Al entrar en el siglo XX, Magdalena y su la provincia de Iténez tuvieron imprenta y periódicos de formato tabloide, tan bien editados y escritos que nada tenían que envidiar a la prensa de la época. En efecto, el ciudadano Andrés Arza importó una imprenta donde se imprimió "El Siglo Futuro", "El Iténez" y otros semanarios dirigidos por Marcelino Durán Clementelli. 
Posteriormente, Juan Bautista Coimbra trajo del municipio de Baures parte de una imprenta importada de Alemania por Carmelo López, Nemesio Ojopi y Benigno Moreno, en 1918, y en donde se sigue editando en forma regular "El Porvenir", que antes salía en Baures, hasta 1934, imprenta de propiedad de Juan B. Coimbra.

## Educación
Magdalena cuenta con 10 colegios de los cuales solo en 4 salen bachilleres los otros son de niveles iniciales incluyendo Kinder.
Se encuentra en el top 2 de las provincias de mejor educación según IDH BENI con 0.828.

## Deportes
Magdalena es cuna de deportistas que en el transcurso de las épocas han brillado en la Primera División como ser Enrique Parada, Juan Carlos Zampiery, Juan Carlos Robles, entre otros. Cuenta con el estadio Nicolás Salas ubicado en la zona 27 de mayo frente a la tradicional la Quinta ex-corral del jocheo de torros de la 27 de mayo, con una capacidad de unos 3.000 espectadores.

## Turismo

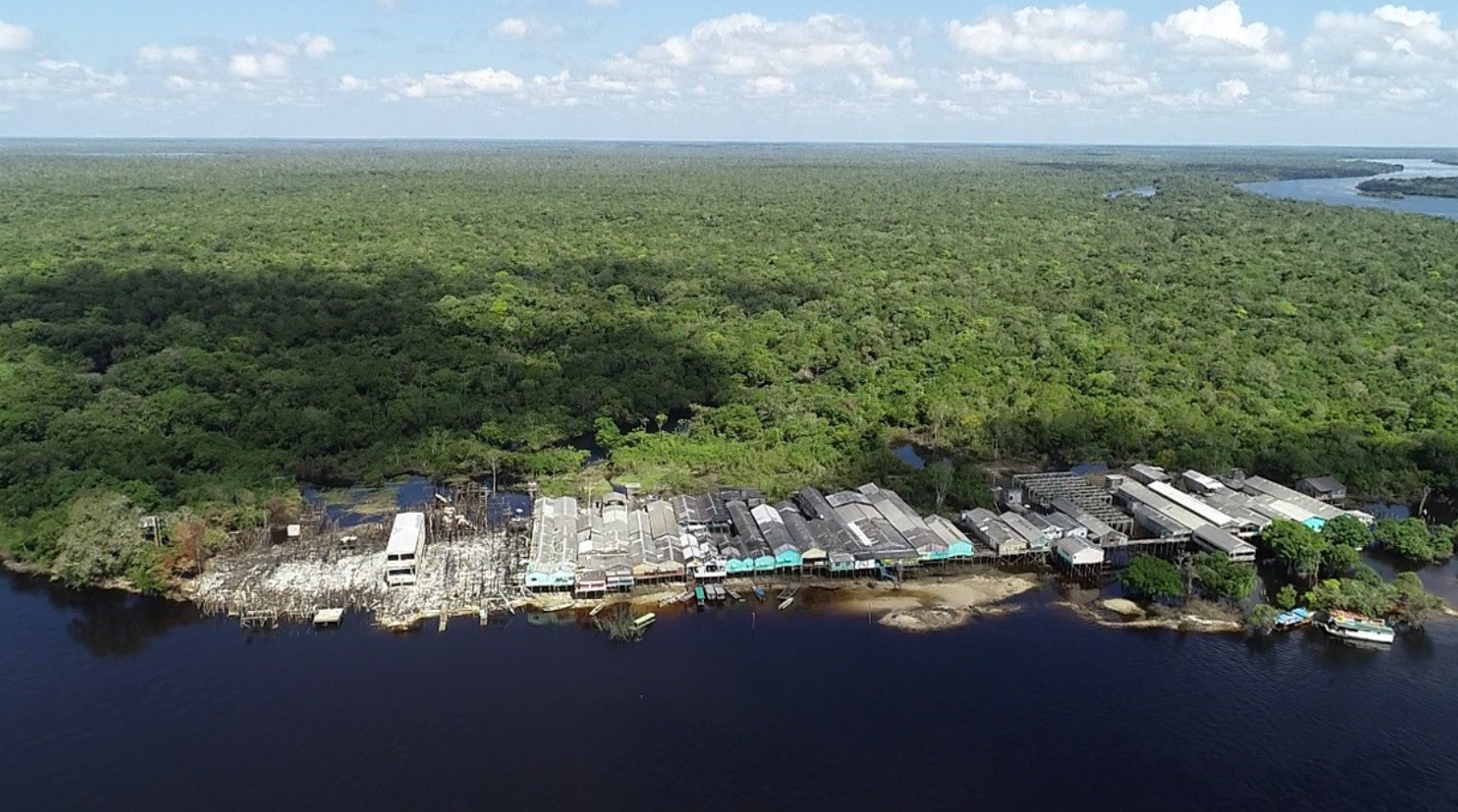
Vista de la comunidad de Buena Vista, en el norte del municipio, a orillas del río Iténez.

En 2007 a Magdalena se le dio el título de "pueblo turístico" por sus ríos (Blanco y San Martín), donde se realizan diversas actividades, (como competencias de pesca, voleibol de playa, fútbol de playa y otros), entre los meses de noviembre a diciembre.
Entre el 11 y 15 de septiembre de cada año se realiza la feria del pescado, donde se acoge a más de 5.000 personas de diferentes pueblos, departamento y países. También es visitada por la Caravana Ecoturística Misiones-Amazónica. Es uno de los mayores productores de madera, almendra amazónica y chocolate. Su población también se dedica a la ganadería y la pesca.
En el norte del municipio se encuentra la comunidad de Buena Vista, que se caracteriza por estar construida con palafitos sobre las orillas del río Iténez. La mayor parte de su población se dedica al comercio debido a su ubicación en la frontera con Brasil.

## Imágenes
| Fotos de Magdalena         |                       |                                      |  |
|                            |                       |                                      |  |
| Victoria Regia o Amazónica | Bufeo (Delfín Rosado) | Fachada de la catedral de Magdalena. |  |